# ホンコンシュスラン

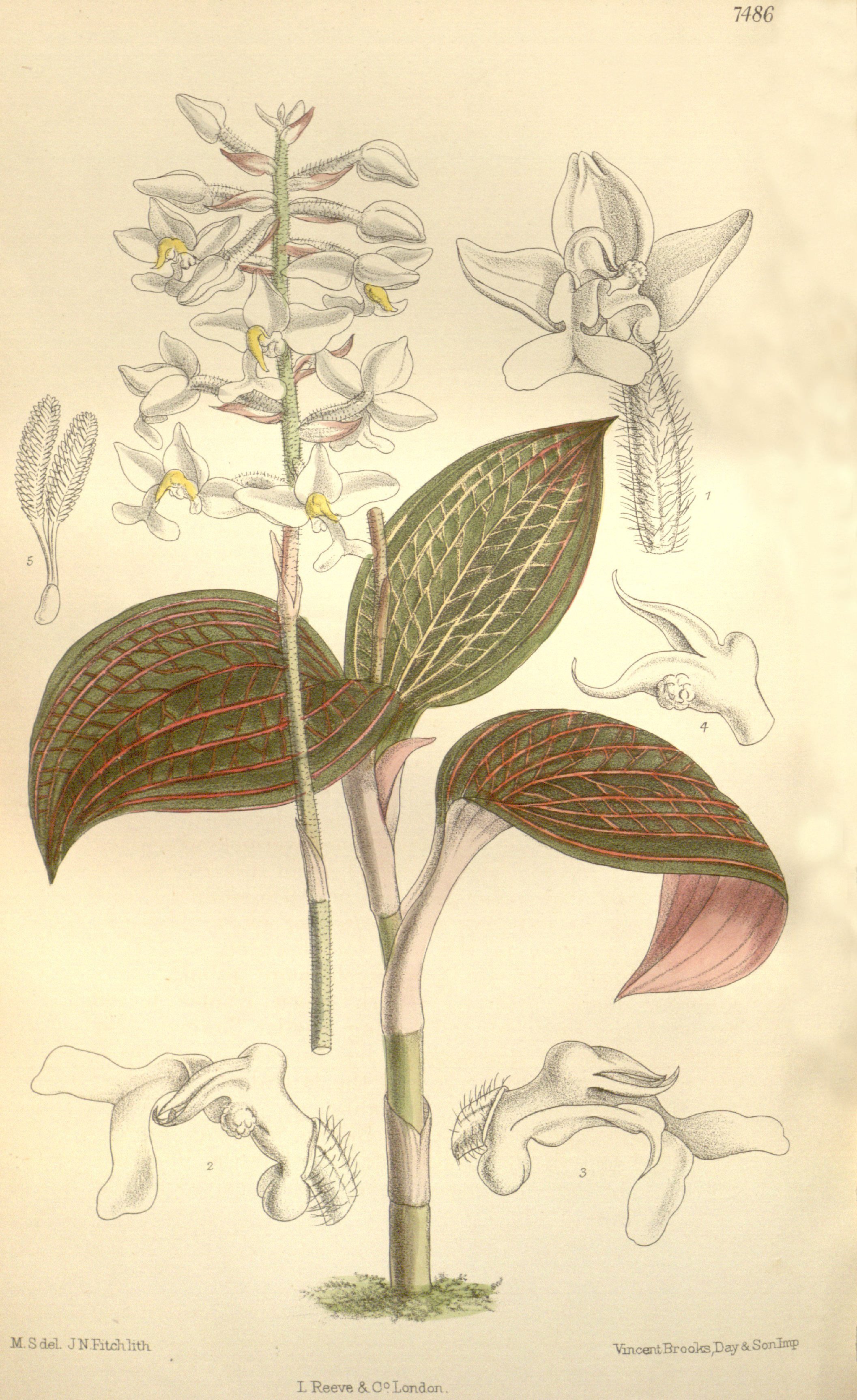
図版

ホンコンシュスラン Ludisia discolor は、ラン科植物の1つ。本種のみでこの属を構成する。洋ランの1つで主として葉の美しさを鑑賞される。

## 特徴
地上性の常緑性のラン。地表を這う茎は赤紫色を帯び、多肉質で太く、節ごとにややくびれ、節からは細い根が1本ずつ出る。葉は3-4枚が茎の先端に集中してロゼット状になり、多肉質で卵状披針形で長さ5-8cm。葉身の表面はビロード状を呈し、色は赤紫色から赤みがかった暗緑色の地に、葉脈上には金色や銀色の縞模様や網目模様が出て、とても美しい。この葉の模様は個体によって変異がある。
花茎は長さ30cmに達し、多数の花を穂状につける。花は景がcmほどで色は白。背萼片と側花弁が癒合して兜のような形となる。唇弁は基部が袋状で先端は2つに裂ける。蕊柱はねじれており、先端の葯帽は黄色。

## 分布
中国南部から東南アジアにみられる。

## 分類
本種は蕊柱がねじれることでナンバンカゴメラン属 Macodes に似ているが、唇弁が下位に位置することで区別され、本種のみで単形属をたてる。なお、本種は当初はシュスラン属のものとして記載され、1818年の記載では Goodyera discolor とされ、これが新属のものとして分割された。ただし同年に本種を元に Hemaria という属が立てられ、1970年まではそれに基づく Hemaria discolor として知られていた。
ちなみに種小名は「2色の」の意味であり葉の色に基づく。旧学名 Hemalia はギリシャ語の「血」に由来する。今の属名は人名由来とも言われるが不明である。

## 利用
洋ランの1つとして栽培される。洋ランでは珍しく観葉植物であり、本種を含む類似のものはまとめてジュエルオーキッドと呼ばれる。本種はその中でもっともよく知られたものである。本種とナンバンカゴメラン属やキバナシュスラン属 Anectochilus などの属間雑種も作出され、やはり鑑賞されたが現在では栽培されることが少なくなっている。
日本で広く栽培されているのは葉がやや大きくて葉脈に赤い模様が入るもので、これを変種 var. dawsoniana としたこともある。

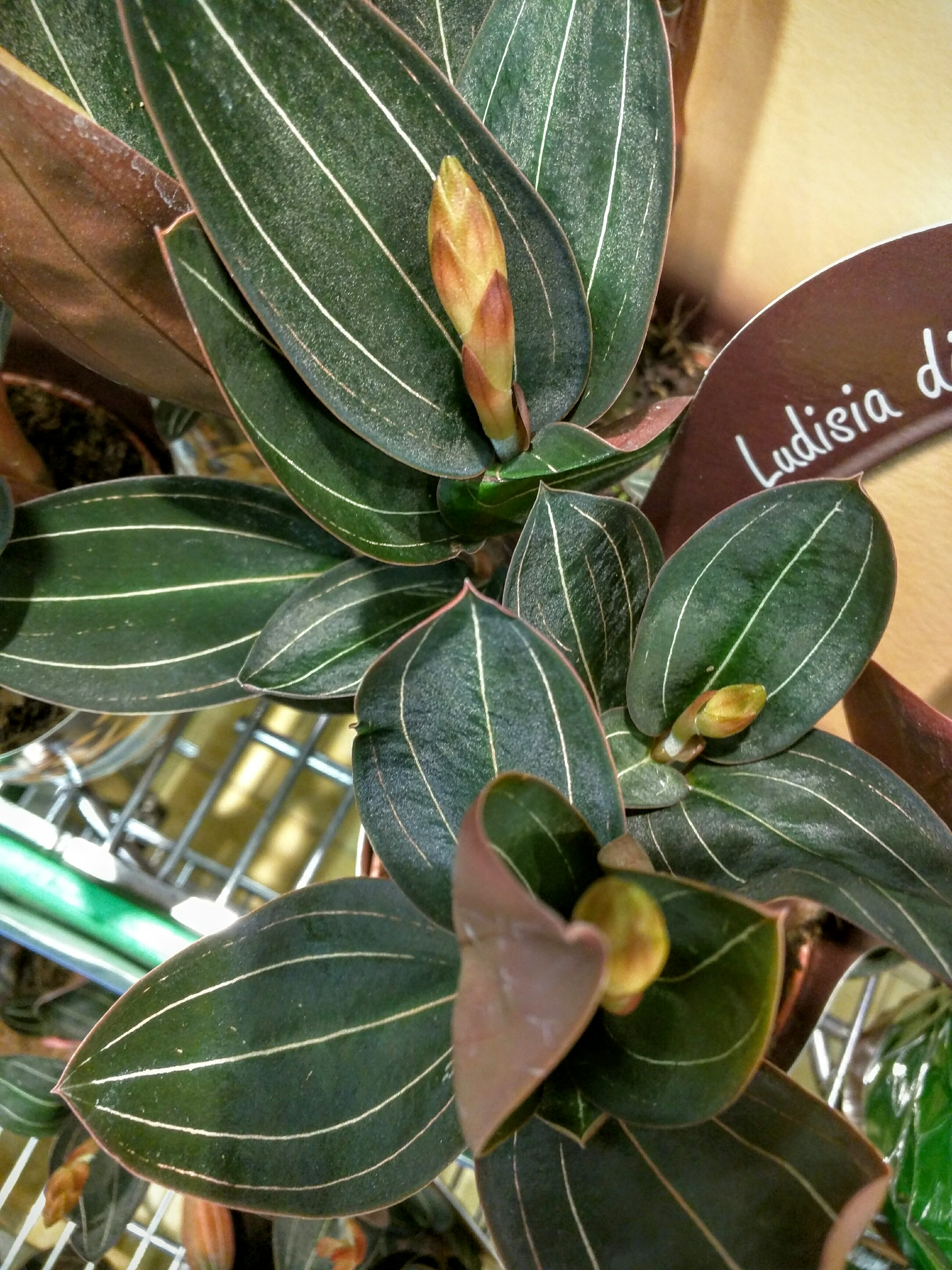
葉と蕾
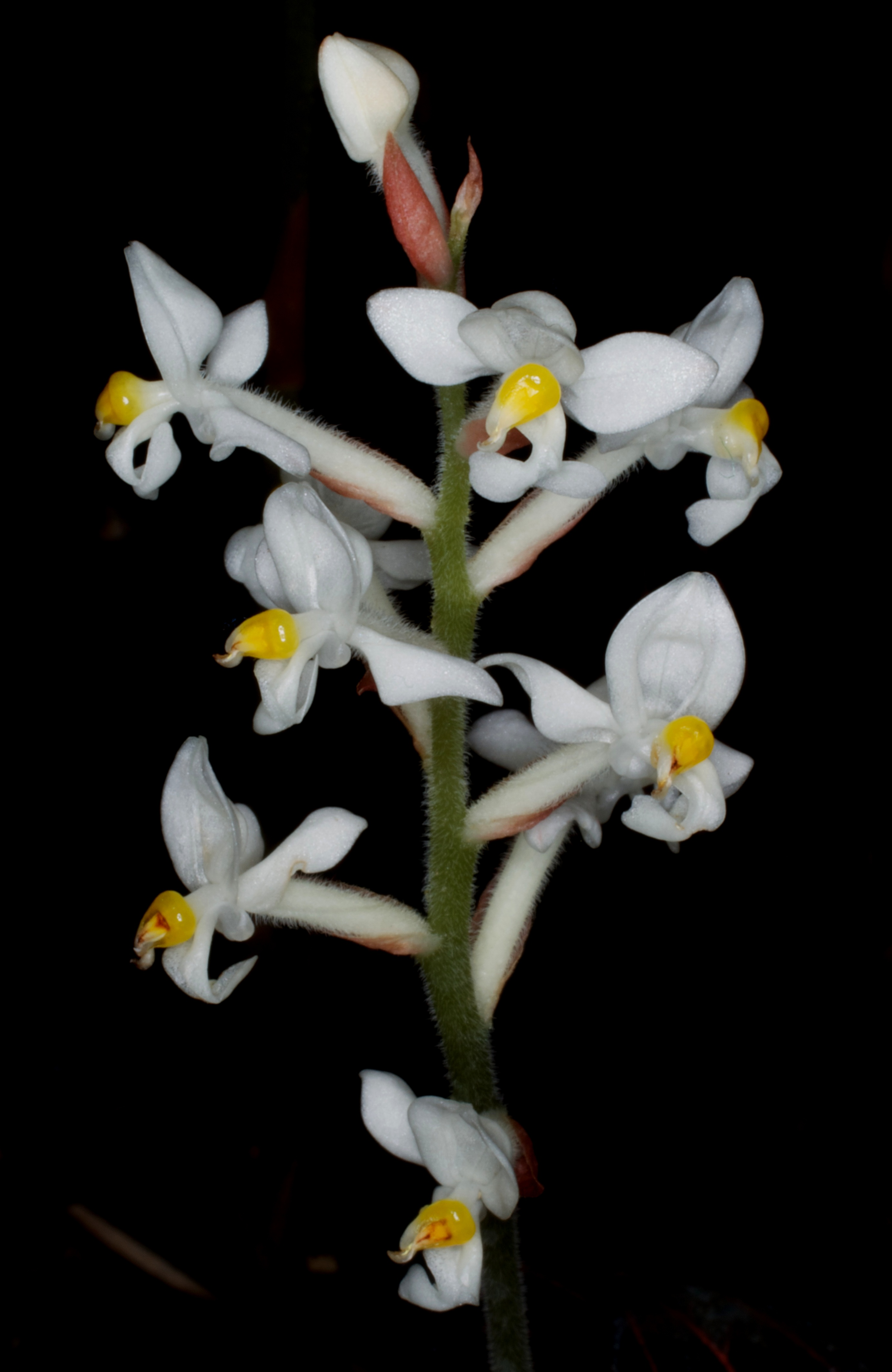
花序
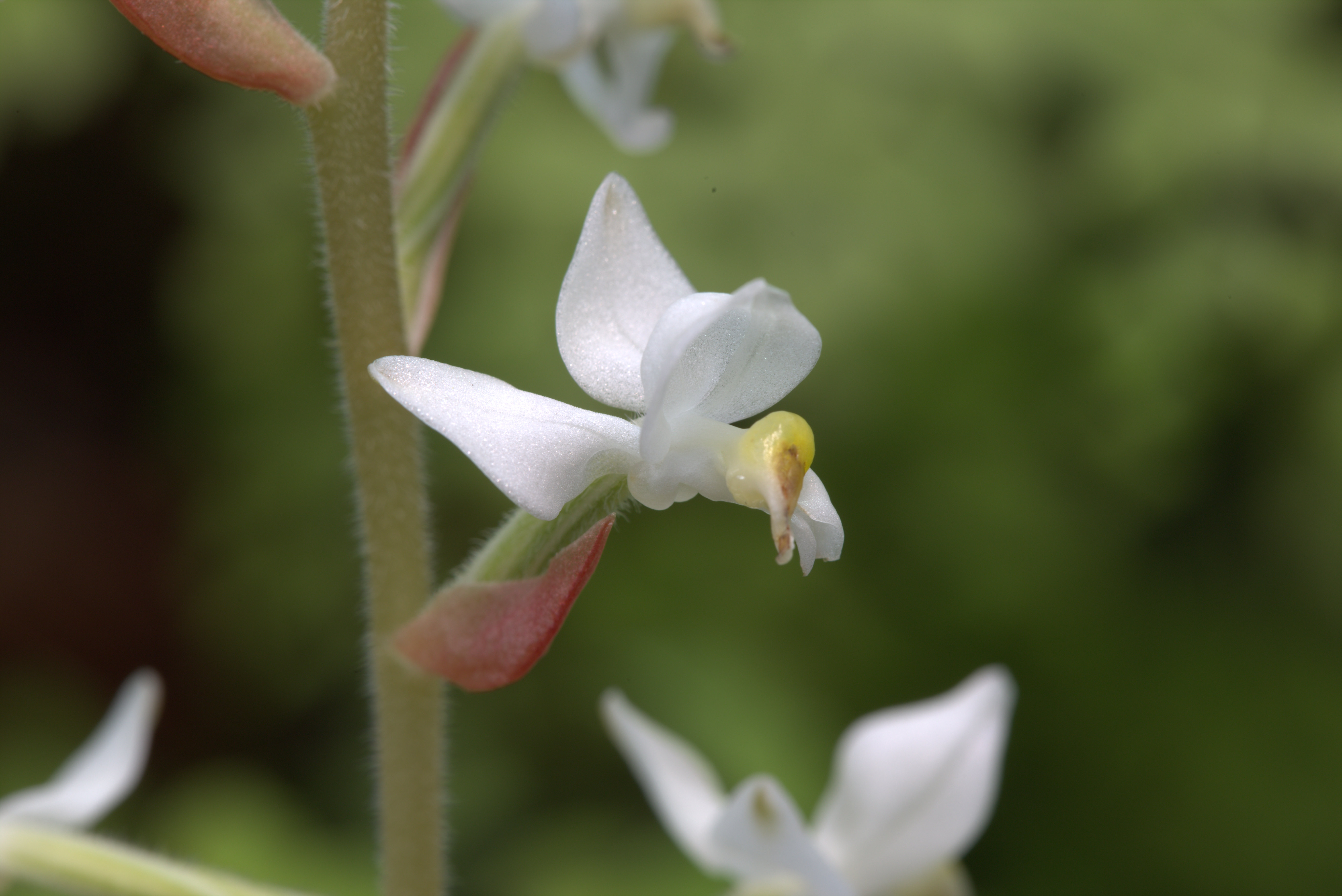
蕊柱が捻れている